# Бейца-де-суб-Кодру (комуна)
Бейца-де-суб-Кодру (рум. Băița de sub Codru) — комуна у повіті Марамуреш в Румунії. До складу комуни входять такі села (дані про населення за 2002 рік):
- Бейца-де-суб-Кодру (1557 осіб) — адміністративний центр комуни
- Урменіш (362 особи)

Комуна розташована на відстані 412 км на північний захід від Бухареста, 35 км на південний захід від Бая-Маре, 90 км на північ від Клуж-Напоки.

## Населення
За даними перепису населення 2002 року у комуні проживали 1919 осіб.
Національний склад населення комуни:
| Національність | Кількість осіб | Відсоток |
| -------------- | -------------- | -------- |
| румуни         | 1897           | 98,9%    |
| цигани         | 19             | 1,0%     |
| угорці         | 2              | 0,1%     |
| українці       | 1              | 0,1%     |

Рідною мовою назвали:
| Мова       | Кількість осіб | Відсоток |
| ---------- | -------------- | -------- |
| румунська  | 1900           | 99,0%    |
| циганська  | 14             | 0,7%     |
| угорська   | 4              | 0,2%     |
| українська | 1              | 0,1%     |

Склад населення комуни за віросповіданням:
| Релігія        | Кількість осіб | Відсоток |
| -------------- | -------------- | -------- |
| православні    | 1388           | 72,3%    |
| п'ятдесятники  | 426            | 22,2%    |
| греко-католики | 99             | 5,2%     |
| римо-католики  | 1              | 0,1%     |